# Art4Europe
Art4Europe – aplikacja stworzona przez polskich programistów z firm iTraff Technology oraz Programa.pl na potrzeby międzynarodowego konkursu Hack4Europe. Zwyciężyła w kategorii „oprogramowanie o największej wartości biznesowej”. Jej podstawową funkcjonalnością jest rozpoznawanie dzieł sztuki na podstawie zdjęcia.

## Historia
W dniach 7-8 czerwca 2011 w Poznaniu odbył się konkurs z serii Hack4Europe, którego organizatorem była powołana przez Komisję Europejską Fundacja Europeana. Fundacja w swojej bazie posiada ponad 19 milionów rekordów, które na potrzeby konkursu zostały udostępnione uczestnikom w postaci specjalnie zaprojektowanego API. Celem konkursu było odnalezienie szerokiego zastosowania dla gromadzonych przez Fundację danych.
Programiści reprezentujący iTraff Technology postanowili, że wykorzystają w prototypie Art4Europe technologię rozpoznawania zdjęć, którą opracowali i wdrożyli już wcześniej do aplikacji SaveUp. Podczas konkursu odtworzyli tę technologię i stworzyli aplikację, która rozpoznawała obrazy na podstawie zdjęcia wykonanego aparatem telefonu.

## Sukces
Aplikacja Art4Europe zwyciężyła w kategorii „oprogramowanie o największej wartości biznesowej”. Pokonała projekty programistów z Barcelony, Londynu i Sztokholmu, gdzie równolegle programiści tworzyli aplikacje konkursowe.
16 czerwca 2011 w Brukseli nagrodę z rąk komisarz ds. agendy cyfrowej Neelie Kroes odebrał reprezentujący SaveUp Team Jakub Jurkiewicz. Sukces polskich programistów szeroko komentowano w polskich mediach. Wspomniano o nim również poza granicami kraju.
7 lipca 2011 zespół tworzący Art4Europe został zaproszony na spotkanie z premierem Waldemarem Pawlakiem, który w czasie konferencji prasowej zaprezentował dziennikarzom sposób działania aplikacji.

## Funkcjonalności prototypu
Prototyp aplikacji, wykonany na potrzeby konkursu, identyfikował obrazy na podstawie zdjęć robionych aparatem telefonu. Następnie rozpoznawał dzieło podając autora oraz tytuł. Informacje na jego temat, pobierane z serwera Fundacji Europeana, były następnie tłumaczone na wybrany język oraz odtwarzane (za pośrednictwem syntezatora mowy). Aplikacja miała również możliwość zachowania historii przeglądania.